# Luis Enrique Cáceres
Luis Enrique Cáceres (Asunción, 16 aprile 1988) è un calciatore paraguaiano, centrocampista dello Sport Boys.

## Carriera
Inizia la sua carriera da professionista nella squadra paraguaiana del Cerro Porteño con la quale ha giocato dal 2007 al 2012.

## Palmarès
- Campionato paraguaiano: 1

Cerro Porteño: Apertura 2009